# Ветринский сельсовет
Ветринский сельсовет (бел. Ве́трынскі сельсаве́т) — административная единица на территории Полоцкого района Витебской области Республики Беларусь. Административный центр — городской посёлок Ветрино (не входит в состав Совета).

## История
29 апреля 2004 года образован Ветринский сельсовет с административным центром — городской посёлок Ветрино. В состав Ветринского сельсовета переданы населённые пункты упразднённого Начского сельсовета.

## Состав
Ветринский сельсовет включает 39 населённых пунктов:
- Бездедовичи — деревня.
- Бодиново — деревня.
- Быковщина — деревня.
- Воробьи — деревня.
- Вороновщина — деревня.
- Глинские — деревня.
- Глыбочка — деревня.
- Гора — деревня.
- Горовцы — деревня.
- Гуры — деревня.
- Двор-Вороновщина — деревня.
- Данево — деревня.
- Дубровка — деревня.
- Жерносеки — агрогородок.
- Заболотье — деревня.
- Зазерье — деревня.
- Залесье — деревня.
- Казарма Шлюбовщина - деревня
- Катушенки — деревня.
- Кочаново — деревня.
- Кевлино — деревня.
- Крошино — деревня.
- Левое — деревня.
- Логовцы — деревня.
- Малашево — деревня.
- Навлица — деревня.
- Нача — деревня.
- Петуховщина — деревня.
- Плиски — деревня.
- Пометники — деревня.
- Рогоново — деревня.
- Селко — деревня.
- Сельцо — деревня.
- Скороходы — деревня.
- Слобода — деревня.
- Степаники — деревня.
- Чубатые — деревня.
- Шкиляки — деревня.
- Шлюбовщина — деревня.

Упразднённые населённые пункты на территории сельсовета:
- Бездедовичи — деревня.
- Бодиново — деревня.
- Быковщина — деревня.
- Воробьи — деревня.
- Вороновщина — деревня.
- Глыбочка — деревня.
- Гуры — деревня.
- Двор-Вороновщина — деревня.
- Дубровка — деревня.
- Жерносеки — деревня.
- Заболотье — деревня.
- Залесье — деревня.
- Казарма Шлюбовщина — деревня
- Качаново — деревня.
- Малашево — деревня.
- Навлицы — деревня.
- Пометники — деревня.